# Гессен, Арнольд Ильич
Арно́льд Ильи́ч Ге́ссен (при рождении Арон Ильич; 4 [16] апреля 1878, Короча, Курская губерния, ныне Белгородская область — 12 марта 1976) — российский и советский журналист, писатель и литературовед-пушкинист.

## Биография
Родился 4 (16) апреля 1878 года в Короче в мещанской еврейской семье. В 1898 году окончил Александровскую мужскию гимназию в Короче. Его отец Илья Александрович Гессен был переплётчиком, владел типографией в Харькове, потом в Белгороде (закрыта в 1884 году). Мать — Ида Абрамовна Гессен. В 1887 году отец открыл типографию в Короче. В типографии Гессена печатались в основном малоформатные  и малостраничные издания. В 1898 году он вновь подал прошение на открытие типографии в Белгороде, но получил отказ (не помогла и жалоба в Правительственный сенат); повторные прошения в 1903 и 1907 годах также были отклонены (в деле по поводу последнего прошения указывалось, что его сын Лазарь Ильич Гессен, студент Санкт-Петербургского университета, «вращался в кругу лиц, политически неблагонадежных, был замечен в изготовлении противоправительственных прокламаций, за что содержался в тюрьме». В 1909 году прошение за отца и брата подал Арнольд Ильич Гессен, который уже в студенческие годы работал журналистом, но все прошения до 1911 года, в том числе и от его сына Льва, так и остались неудовлетворены. 
Учился в Санкт-Петербургском университете на физико-математическом факультете, в 1912 году окончил там же юридический факультет. Занимался журналистикой, в частности, был корреспондентом газеты «Русское слово» в Государственной думе всех созывов (1906—1917). 
В дни Февральской революции был одним из авторов оперативного информационного листка, который, в связи с параличом основных изданий, выпускали по своей инициативе журналисты, работавшие при Думе. Был близок с Власом Дорошевичем, участвовал в его похоронах.
В послереволюционное время работал в различных издательствах. В 1927 году пытался выпустить двухтомное собрание сочинений Анны Ахматовой, однако этот проект завершился неудачей.
В 1952 году приговорён к 25 годам заключения по указу «Об уголовной ответственности за хищение государственного и общественного имущества». Приговор был обжалован, дело пересмотрено, и Гессен был оправдан в 1956 году.
Уже в конце жизни начал активно выступать с публикациями на пушкинскую тему. Написал семь книг о Пушкине, его окружении и эпохе.

## Семья
Братья — Лазарь Ильич Гессен (автор книг по оформлению книги); Абрам Ильич Гессен (1897—1965), гигиенист, кандидат медицинских наук, автор переиздававшегося учебника «Гигиена и санитария на пищевых предприятиях»; Сергей, Лев и Эрнест. Сёстры Роза (1885—1968) и Эсфирь, врачи. Племянник — архитектор Александр Эрнестович Гессен (1917—2001), архитектор-реставратор.
Жена — Мария Яковлевна Гессен (в девичестве Марьем Янкелевна Долгиновер, 1900—1980), дочь петербургского купца второй гильдии.
Сын — Борис Арнольдович Гессен (1919—1980), инженер, участник Великой Отечественной войны, преподавал в Московском станкоинструментальном институте. Дочь — Дина Арнольдовна Гессен, дизайнер одежды.
Правнучка — журналистка и писательница Маша Гессен.